# Luciano Guerra
Luciano Guerra (Colonia Caroya, Córdoba, 2 de septiembre de 1997) es un baloncestista argentino que se desempeña en la posición de base en Peñarol de Mar del Plata de la Liga Nacional de Basquet de Argentina.

## Trayectoria

### Clubes
| Club                     | País      | Año             |
| ------------------------ | --------- | --------------- |
| Barrio Parque            | Argentina | 2015 - 2019     |
| Comunicaciones           | Argentina | 2019 - 2021     |
| Barrio Parque            | Argentina | 2021            |
| Comunicaciones           | Argentina | 2021 - 2022     |
| Guaiqueríes de Margarita | Venezuela | 2023            |
| La Unión de Formosa      | Argentina | 2023 - 2024     |
| El Calor de Cancún       | México    | 2024            |
| Instituto                | Argentina | 2024 - 2025     |
| Peñarol de Mar del Plata | Argentina | 2025 - Presente |